# Thalaha
Thalaha – gaun wikas samiti we wschodniej części Nepalu w strefie Kośi w dystrykcie Morang. Według nepalskiego spisu powszechnego z 2001 roku liczył on 1414 gospodarstw domowych i 7559 mieszkańców (3710 kobiet i 3849 mężczyzn).